# Marinha da Coreia do Sul
A Marinha da Coreia do Sul (Hangul: 대한민국 해군; Hanja: 大韓民國 海軍; Romanização Revisada: Daehanminguk Haegun) ou ROK Navy (ROKN) é uma das ramificações das Forças Armadas da Coreia do Sul, responsável pela condução de operações navais. Inclui também os Fuzileiros Navais da Coreia do Sul, organização quase autônoma. Foi fundada em 11 de novembro de 1945.
Desde a Guerra da Coreia, a Marinha Sul Coreana tem concentrado seus esforços para desenvolver uma força naval capaz de contrapor a Marinha da Coreia do Norte, que tem capacidades de combate no litoral. Com o crescimento da economia sul coreana, a marinha foi capaz de construir grandes e melhores navios de guerra, para deter agressões, para proteger os direitos marítimos nacionais e dar suporte às relações exteriores. Como parte de sua missão, também tem se envolvido em operações de manutenção de paz da ONU.

## Equipamento
| Navio de assalto anfíbio | Navio de assalto anfíbio | Navio de assalto anfíbio | Navio de assalto anfíbio | Navio de assalto anfíbio | Navio de assalto anfíbio |
| Nome                     | Origem                   | Tipo                     | Quantidade               | Observações              | Foto                     |
| ------------------------ | ------------------------ | ------------------------ | ------------------------ | ------------------------ | ------------------------ |
| Classe Dokdo             | Coreia do Sul            | Navio de assalto anfíbio | 1                        | (1 em serviço)           |                          |
| Contratorpedeiro         |                          |                          |                          |                          |                          |
| Nome                     | Origem                   | Tipo                     | Quantidade               | Observações              | Foto                     |
| Classe KDX III           | Coreia do Sul            | Contratorpedeiro         | 2                        | (2 em serviço)           |                          |
| Fragata                  |                          |                          |                          |                          |                          |
| Nome                     | Origem                   | Tipo                     | Quantidade               | Observações              | Foto                     |
| Classe Incheon           | Coreia do Sul            | Fragata                  | 6                        | (6 em serviço)           |                          |
| Submarino                |                          |                          |                          |                          |                          |
| Nome                     | Origem                   | Tipo                     | Quantidade               | Observações              | Foto                     |
| Classe 209               | Coreia do Sul            | Submarino                | 9                        | (9 em serviço)           |                          |
| Classe 214               | Coreia do Sul            | Submarino                | 3                        | (3 em serviço)           |                          |